# Второе Праснышское сражение
Второе Праснышское сражение или Праснышский прорыв (нем. Durchbruchschlacht von Przasnysz) — наступательная операция Армейской группы Гальвица в середине июля 1915 года с целью прорыва фронта и последующего окружения находившихся западнее Вислы русских войск. Закончилось прорывом фронта и выходом немецких войск к Нареву.

## Военно-стратегическая ситуация
Принятый в конце января австро-германский план кампании 1915 г. предусматривал на Востоке совместное решительное наступление германских и австрийских войск с целью разгромить русскую армию и отбросить ее возможно дальше в глубь страны. Планировались два решительных удара по сходящимся направлениям: германских войск с севера, из Восточной Пруссии, на Осовец, Брест-Литовск и австро-германских войск с юго-запада, из района Карпат, на Перемышль, Львов. Конечная цель встречных ударов — окружить и уничтожить русские армии в «польском мешке» и заставить Россию капитулировать, приняв выгодный для Германии и Австро-Венгрии сепаратный мир
2 июля 1915 года в Познани состоялось заседание Верховного командования армии, в котором принял участие германский император Вильгельм II. Главнокомандующий Восточным фронтом фельдмаршал фон Гинденбург и начальник его штаба генерал-лейтенант Людендорф выступали за наступление в направлении между Гродно и Вильно. Однако Вильгельм II одобрил просьбу начальника генерального штаба фон Фалькенхайна, который хотел нанести сильный контрудар через Нарев на юг.

## Силы сторон
К началу операции армейская группа Гальвица имела в своем составе 177 тысяч человек и 1255 орудий. Силы русских были представлены 1-й армией Литвинова (1-й Сибирский армейский, 1-й Туркестанский, 27-й армейский и 1-й кавалерийский корпуса) и левым флангом 12-й армии (4-й Сибирский корпус). Они насчитывали 107 тыс. человек и 377 орудий. Левее 1-й армии на западном берегу Вислы уступом назад располагалась 2-я армия.
Гальвиц решил главный удар нанести центром своей армии в направлении на Прасныш. Задача правого фланга состояла в наблюдении за крепостью Новогеоргиевск, а левого — в поддержании связи с наступающим правым флангом 8-й армии. Для прорыва укрепленной полосы русских противник сосредоточил на 35-км участке в районе Прасныша до 7 пехотных дивизий и 860 орудий. Каждое орудие было обеспечено 600-1000 выстрелами. Были созданы штурмовые плацдармы, заранее подготовлены батареи, была применена новейшая артиллерийская тактика Брухмюллера. Ожидалась крупная артподготовка в течение 3-х часов, а так же минометный обстрел.

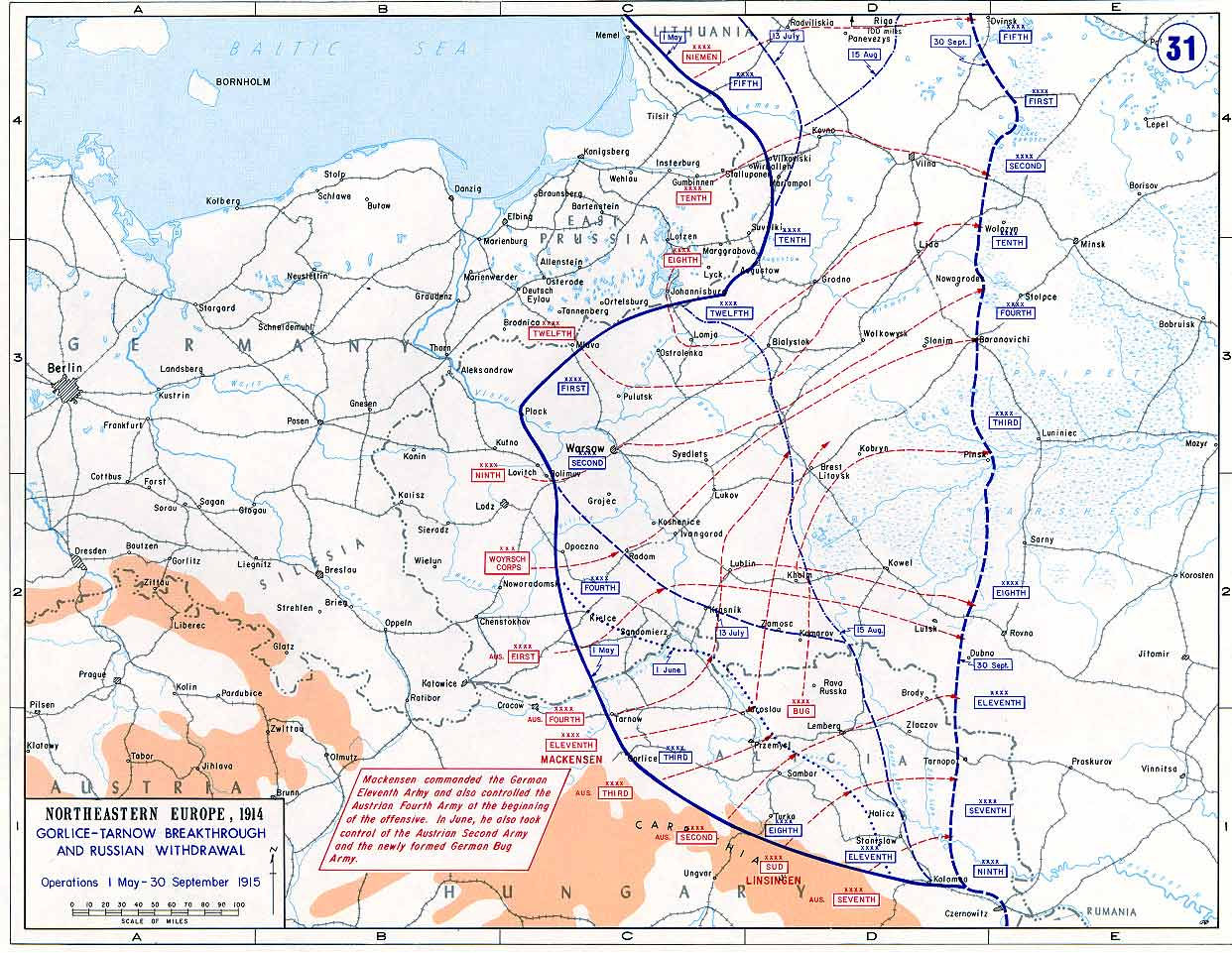
Отступление русской армии в 1915 г.

## Ход сражения
В 5 часов 30 июня (13 июля) германские снаряды обрушились на окопы первой линии русских позиций и в течение 4-5 часов вели интенсивную артподготовку. Она завершилась минометными залпами.

Тяжелые снаряды разрушали убежища, а укрывшиеся в них погребались заживо. Откапывать приходилось под сплошным шрапнельным дождем. Бруствера сметались разрывами чемоданов (снаряды крупного калибра), и на их месте получались глубокие и широкие воронки. Защитники окопов испытывали чрезвычайные физические и моральные потрясения. С таким огнем русские батареи бороться не могли и часто принуждались к молчанию. Все их надежды задержать немцев возлагались на заградительный огонь, но германцы своими выдвинутыми окопами для атаки сводили продолжительность заградительного огня русских батарей до минимального промежутка времени

В результате артподготовки обороняющиеся потеряли до 30% личного состава. Из-за сильного дождя атака была отложена до 9-10 часов, артиллерийский огонь был перенесен вглубь российских позиций, атакующую пехоту сопровождали группы саперов. По мере наступления пехоты огонь переносился вперед.
К полудню немецкие войска заняли Грудуск и захватили всю первую русскую линию, сильно разрушенную немецкой артиллерией, и большую часть второй линии. Наибольшего успеха добился немецкий 13-й армейский корпус, который вынудил 2-ю Сибирскую стрелковую дивизию, несмотря на поддержку 1-й бригады 1-й Сибирской стрелковой дивизии, отступить ночью на тыловую позицию от Красносельца к деревне Щуки. Немцы продвинулись вглубь русских позиций на глубину от 3 до 10 км. 35-я пехотная дивизия захватила Прасныш. В течение дня было захвачено 5400 пленных, 5 орудий и 20 пулеметов.
В ночь на 1 (14) июля войска 1-й русской армии отошли на тыловой оборонительный рубеж. Подготовка атаки этого рубежа заняла у противника весь день 1 (14) июля.
2 (15) июля германские войска возобновили свое наступление. 10 германских дивизий атаковали 4,5 дивизии 1-й армии. В 4 часа утра немцы возобновили артиллерийскую подготовку, которая вскоре достигла ураганной силы. В 6 часов 38-я пехотная дивизия подошла к Цеханову и после уличного боя захватила город. Дивизии 17-й резервного корпуса подошли к Насельску, создав угрозу прорыва восточнее Новогеоргиевска. 11-й армейский корпус продвинулся к Голымину-Осродеку, а 50-я резервная дивизия прорвалась через позиции российской 30-й пехотной дивизии близ Курово, отбросив ее разрозненные подразделения к деревне Луково. Немцам приходилось преодолевать сильное сопротивление русских, отражать их контратаки: 2-я бригада русской 14-й кавалерийской дивизии, брошенная в конную контратаку, смогла снести первые ряды германской пехоты, однако дальнейшее ее продвижение было остановлено огнем 229-го резервного пехотного полка.
Начальник штаба Северо-Западного фронта М. В. Алексеев подкрепил армию Литвинова войсками, переброшенными из 2-й и 4-й армий и гарнизона Новогеоргиевска. Ввод в сражение этих сил позволил русским удержаться в предмостных укреплениях городов Рожаны, Пултуск, Сероцк.

## Результаты
К 5 (18) июля германские войска приостановили операцию. За шесть дней Праснышского сражения 12-я германская армия, имевшая подавляющее превосходство и в живой силе, и в артиллерии, ценой тяжелых потерь смогла продвинуться на 25 — 30 км. Русские войска были оттеснены к Нареву.
Русские войска потеряли около 40 000 человек, это подтверждают и немецкие и ряд русских источников. По немецким данным их общие потери составили 10 000 человек; по расчётам С. Г. Нелиповича — 20 000, а по данным Королькова, позднее - Олейникова, 40 000